# 克氏背燈魚
克氏背燈魚（学名：Notoscopelus kroyeri）为輻鰭魚綱燈籠魚目灯笼鱼科的其中一種。分布于大西洋溫帶至北極圈間的海域，為深海魚類，棲息深度可達1000公尺，體長可達14.3公分，以甲殼類為食。

## 扩展阅读
維基物種上的相關：克氏背燈魚